# Bracciano
Bracciano település Olaszországban, Lazio régióban, Róma megyében. Lakosainak száma 18 380 fő (2023. január 1.). Bracciano Anguillara Sabazia, Cerveteri, Manziana, Tolfa, Trevignano Romano, Bassano Romano, Oriolo Romano és Sutri községekkel határos.

## Népesség
A település népességének változása:
| Lakosok száma | 19 238 | 19 219 | 18 380 | 18 516 |
|               | 2017   | 2018   | 2023   | 2024   |

## Megjelenése filmben
- Medici: Masters of Florence (Bracciano vár).[2]